# Стакенборг
Стакенборг (нід. Stakenborg, нід. вимова: [ˈstaːkə(m)bɔr(ə)x]) — селище в нідерландській провінції Гронінген. Входить до муніципалітету Вестерволде.
Його площа становить 5,58км², а населення станом на 2021 рік складало 185 осіб.
Перші згадки про населений пункт датуються серединою 19-го сторіччя.